# M’faddal Cherkaoui
Pour les articles homonymes, voir Cherkaoui.
M’faddal Cherkaoui a été Secrétaire d'État à l'Intérieur du Maroc sous le Conseil Hassan II. Né à Rabat le 10 mars 1922. Il est décédé le 7 juillet 1970.

## Sources